# Lars Johansen
Lars Johansen (* 1959) ist ein ehemaliger dänischer Radrennfahrer und nationaler Meister im Radsport.

## Sportliche Laufbahn
Johansen war Bahnradsportler. Er gewann 1979 bei den dänischen Meisterschaften im Bahnradsport seinen ersten nationalen Titel, als gemeinsam mit Henning Larsen, Claus Rasmussen und Peter Ellegaard in der Mannschaftsverfolgung siegte. 1980 verteidigte dieser Vierer den Titel. 1978 hatte er den Titel in der Einerverfolgung bei den Junioren gewonnen.